# 1972년 미국 대통령 선거
1972년 미국 대통령 선거는 1972년 11월 7일에 치른 미국의 대통령선거이다. 과격주의와 베트남 전쟁이라는 이슈 속에서 진행되었다. 민주당의 지명은 최종적으로 상원의원이었던 조지 맥거번이 차지했고, 현직 대통령 리처드 닉슨에 맞서 반전 운동을 전개했지만, 관련 부서 외의 사람이라는 입장과 스캔들과 그에 뒤따른 부통령 후보 토머스 이글턴의 출마 사퇴와 불리한 조건에 처했다.
닉슨은 그 공약 때문에 베트남 전쟁은 곧 정전이 될 것이라고 선언했고, 맥거번은 과격파 후보라고 야유를 받았다. 투표는 1972년 11월 7일에 행해졌으며, 닉슨은 총선 득표율에서 23.2%차로 승리를 거두며, 대통령 선거 역사 중 4번째로 큰 차이로 압승했다.

## 경선 과정

### 민주당

#### 후보자

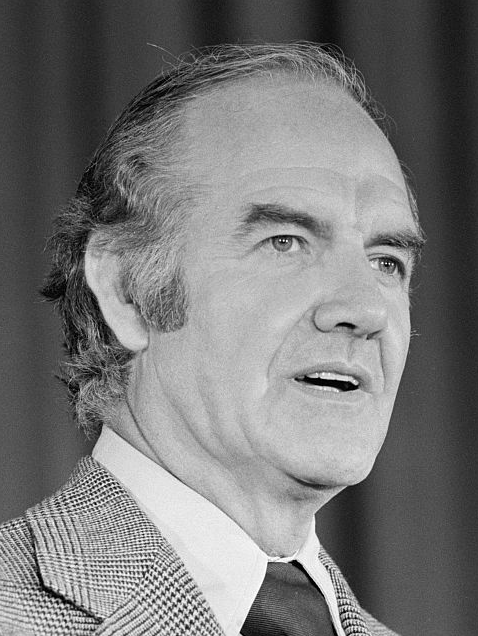
사우스다코타의 연방 상원의원 조지 맥거번
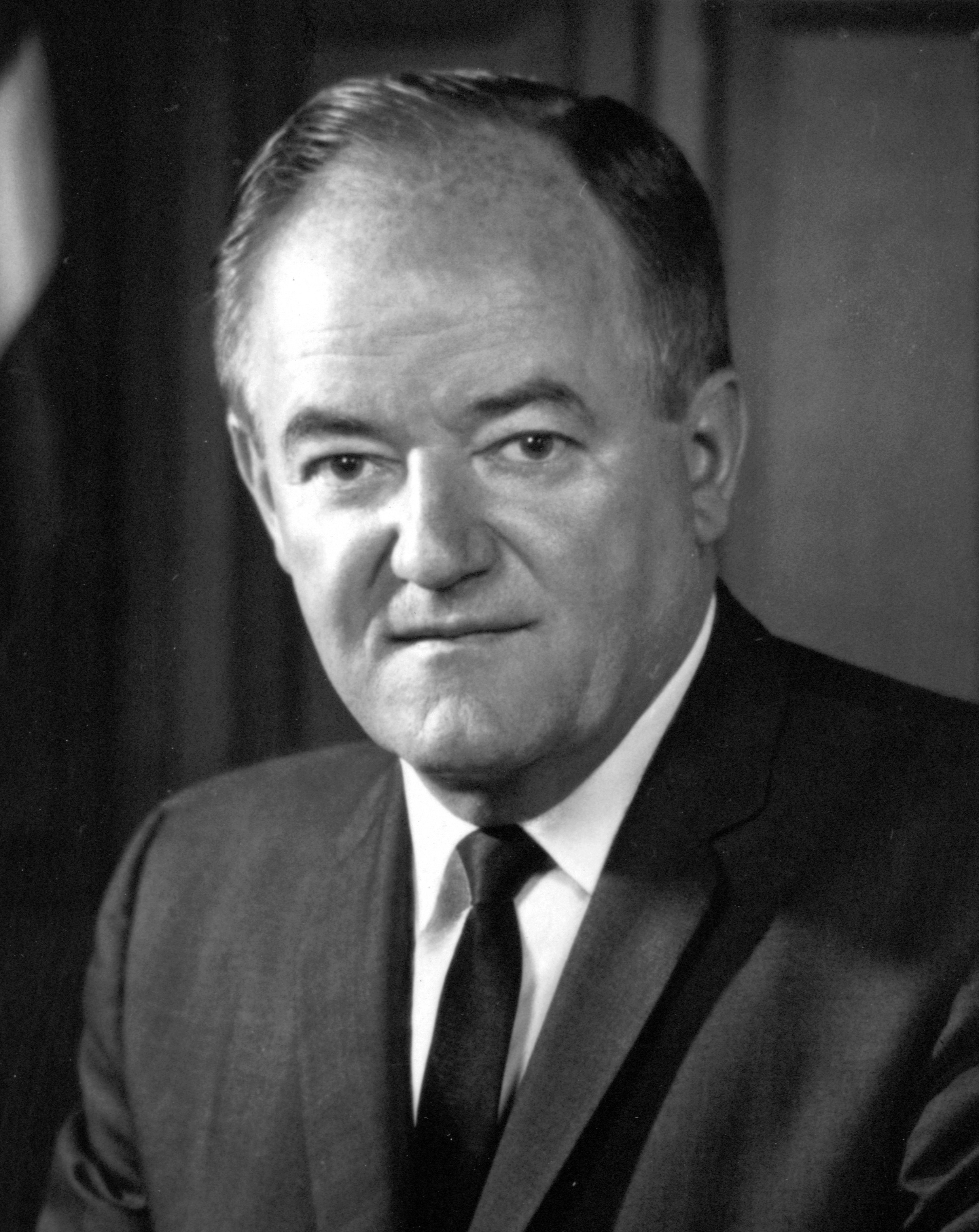
미네소타의 연방 상원의원 휴버트 험프리
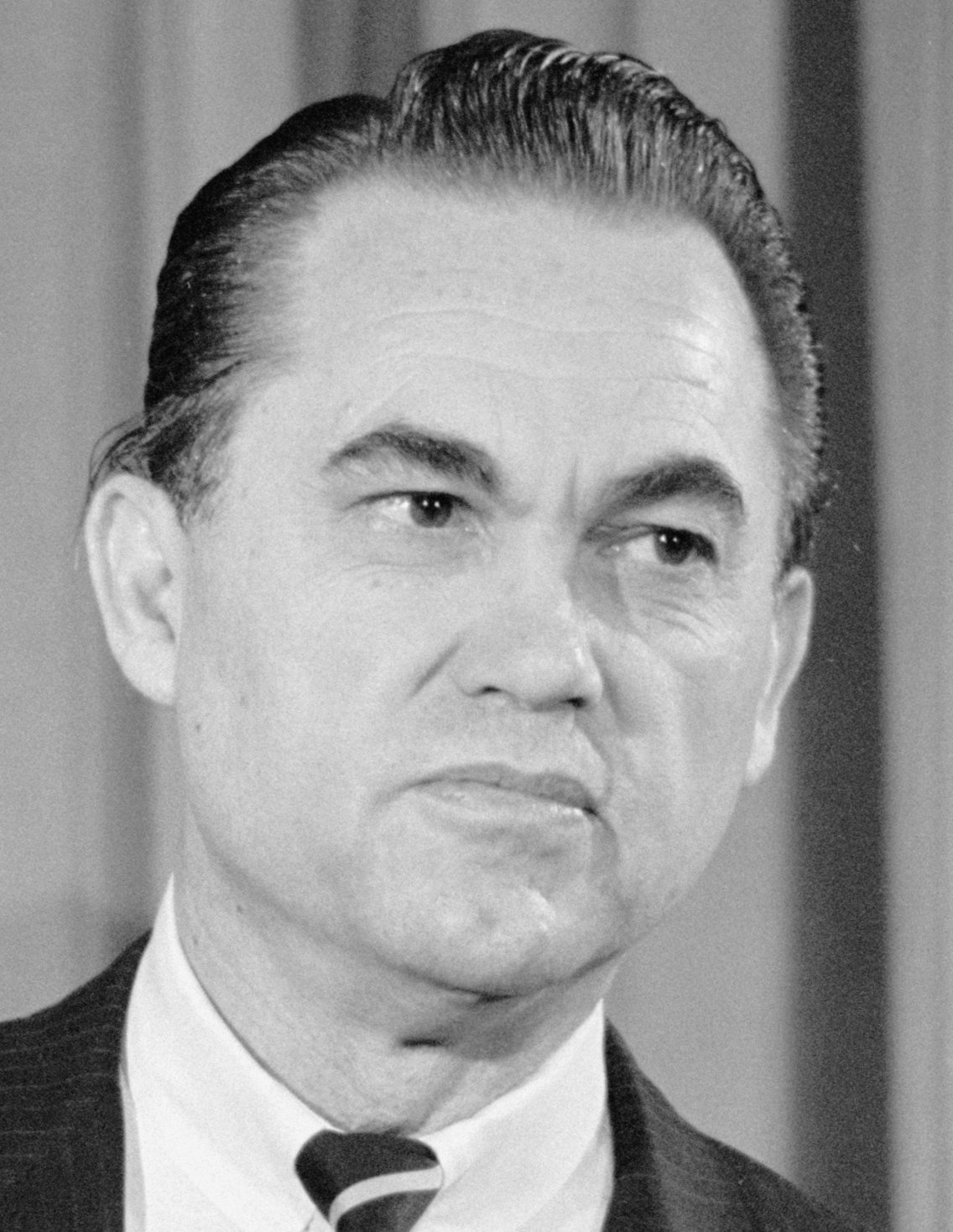
앨라배마의 주지사 조지 월리스
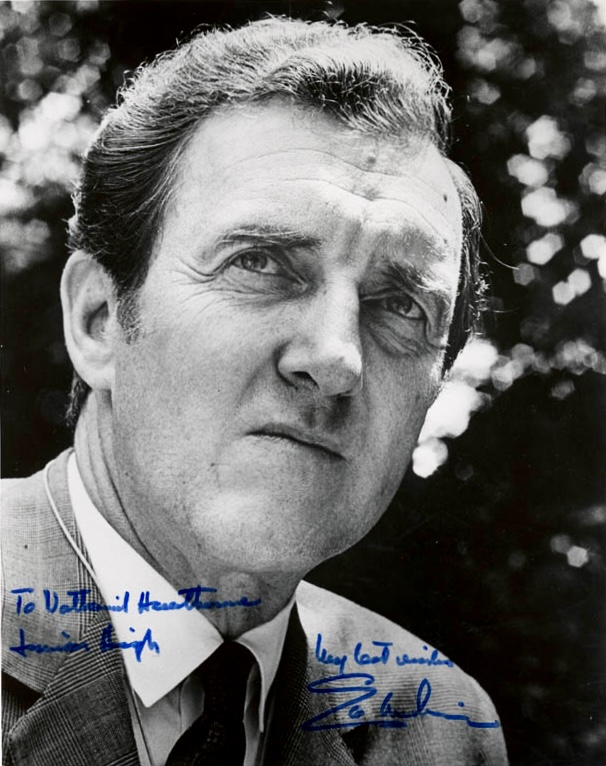
메인의 연방 상원의원 에드먼드 머스키
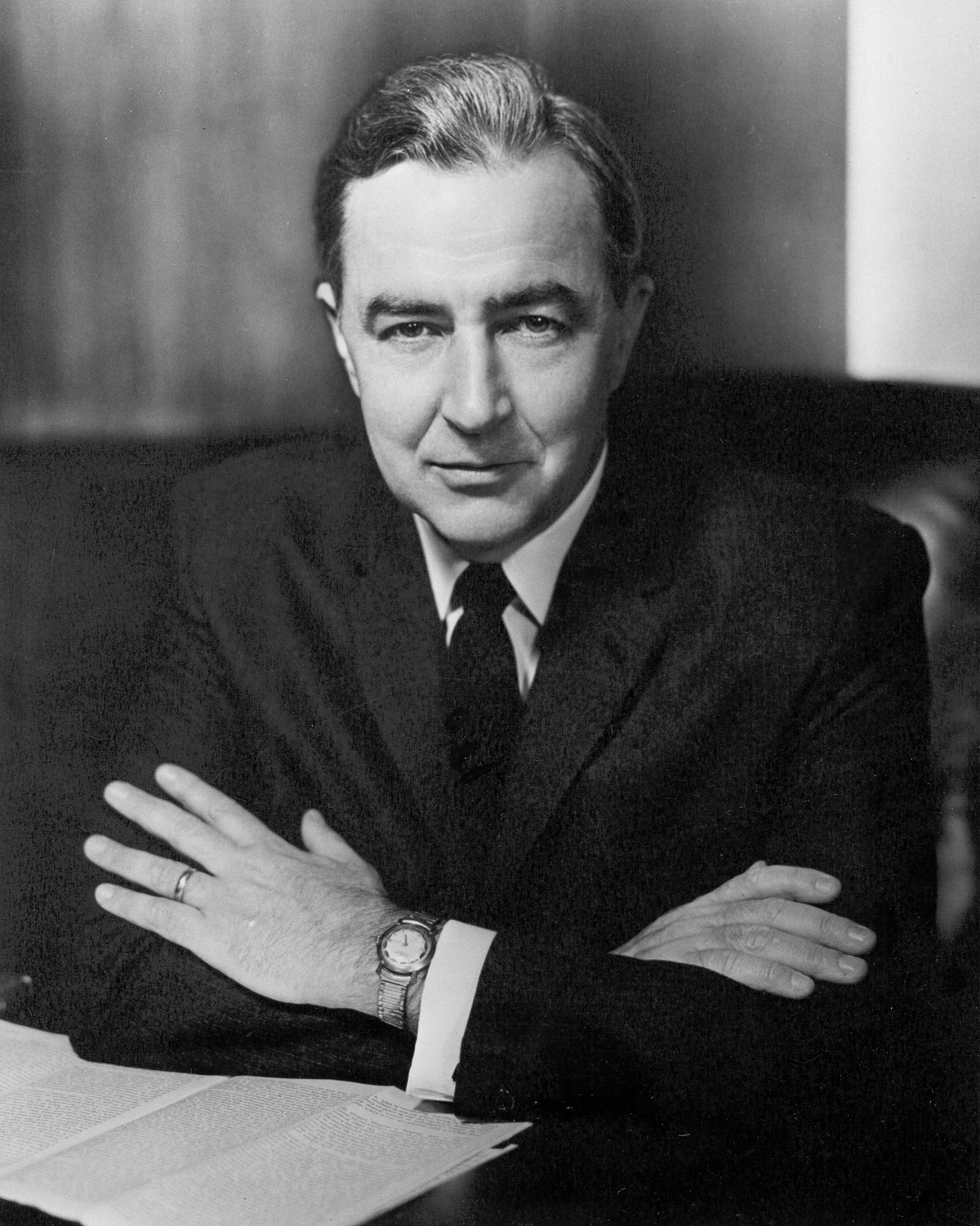
미네소타의 전 연방 상원의원 유진 매카시
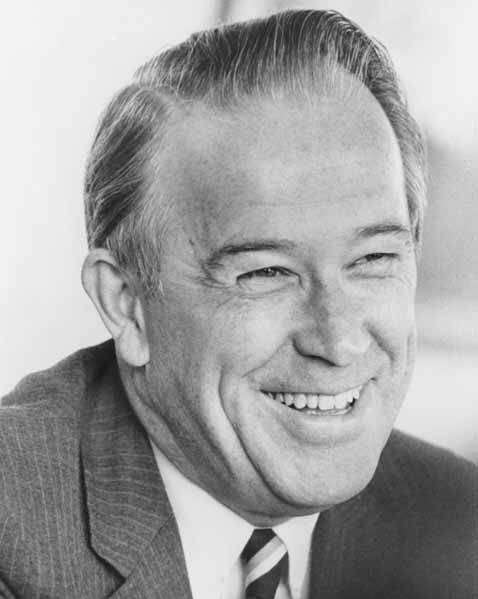
워싱턴의 연방 상원의원 헨리 M. 잭슨
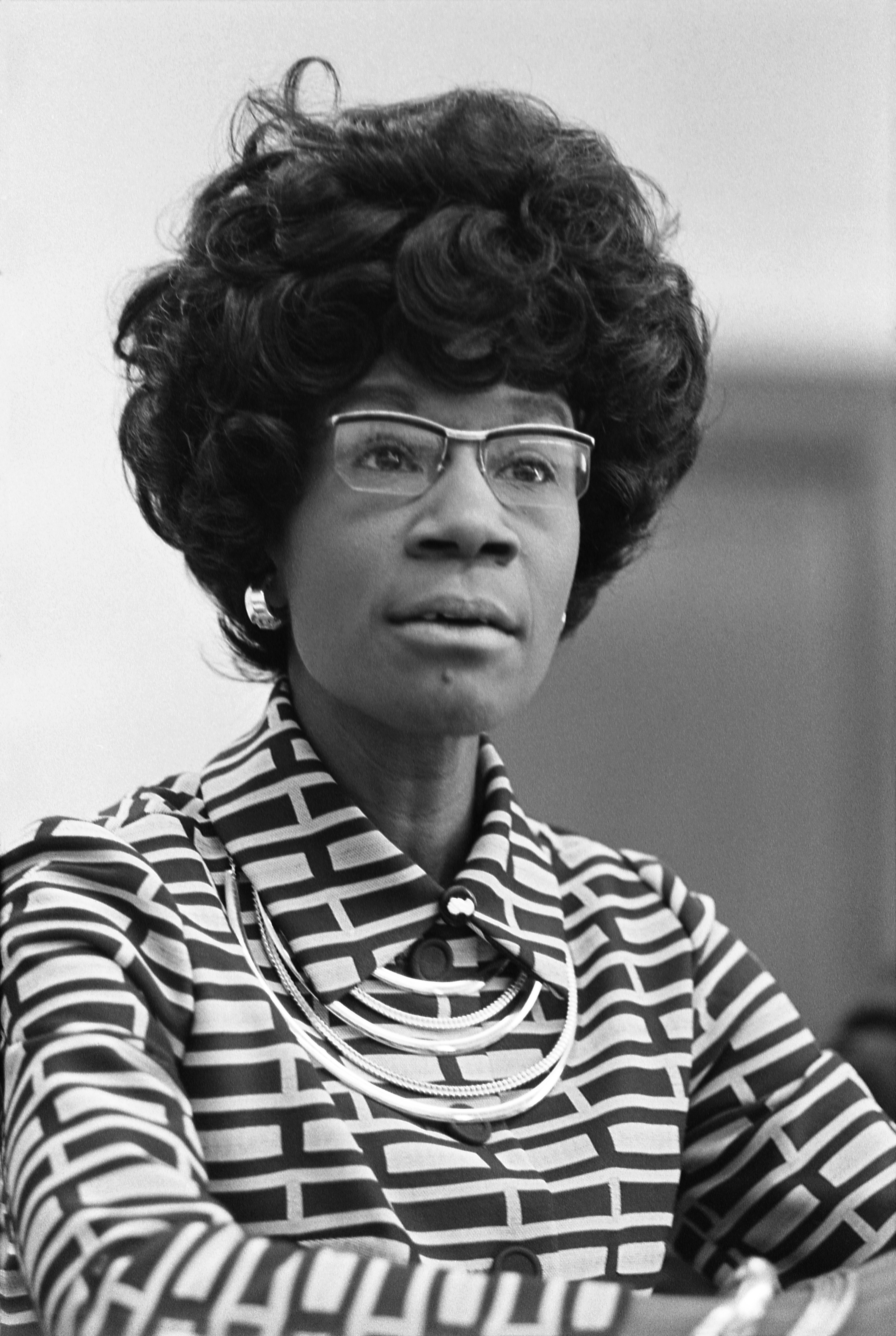
뉴욕의 연방 하원의원 셜리 치좀
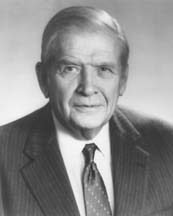
노스캐롤라이나의 전 주지사 테리 샌포드
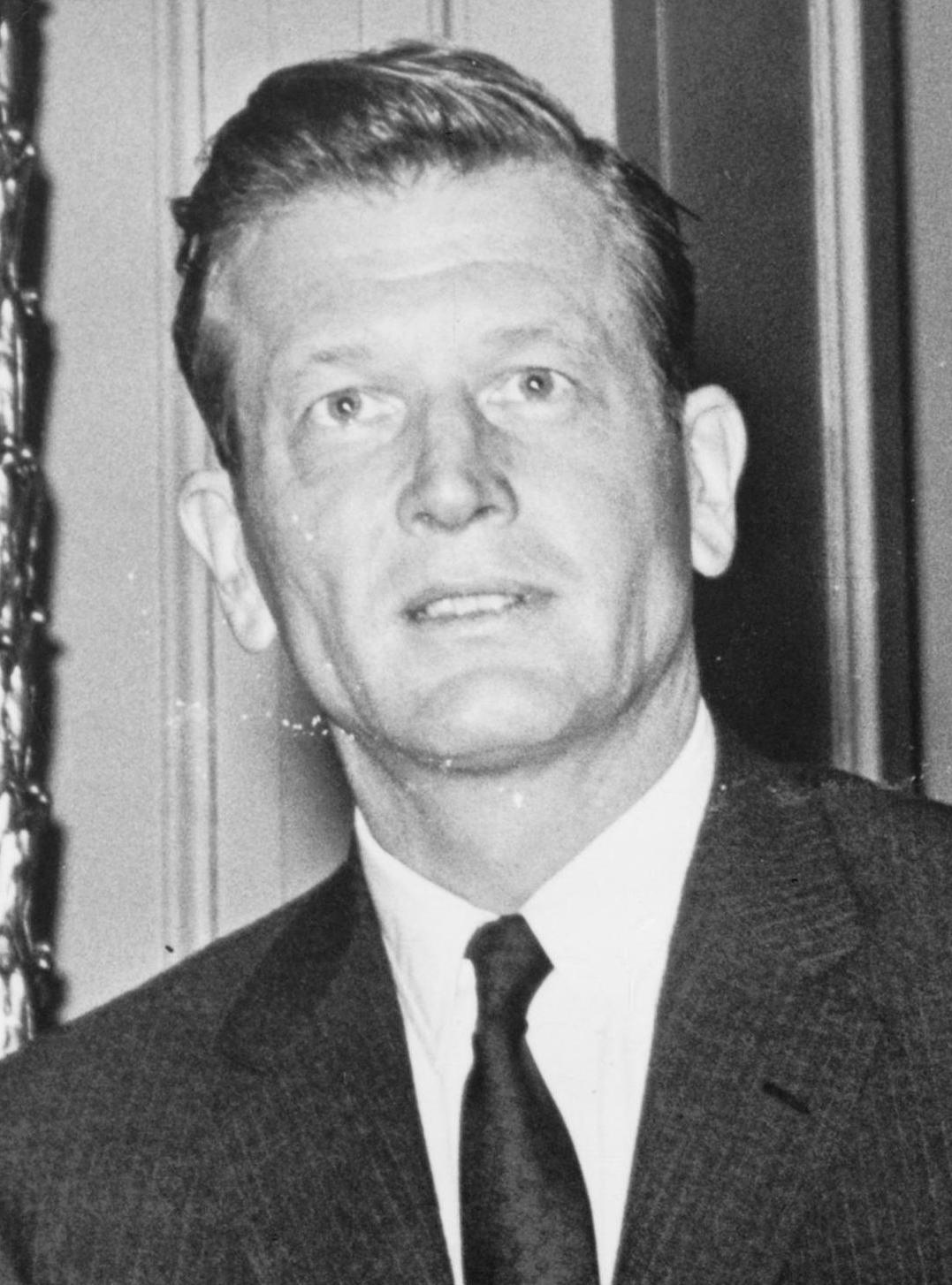
뉴욕의 뉴욕 시 시장 존 린지

#### 예비선거
존 F. 케네디 대통령의 막내동생이었던 테드 케네디 상원의원은 가장 유력한 대권후보였으나, 불출마를 선언한다.
그 후 부통령 후보를 지낸 바 있어 유력 대권주자로 꼽혔던 에드먼드 머스키 상원의원 역시 리차드 닉슨 대통령의 공작인 '프랑스계 비난' 논란으로 주 지지층인 뉴잉글랜드의 프랑스계의 지지를 잃었고, 아내에 대한 언론의 공격에 감정적인 대응을 함으로써 침착하고 논리적이라는 자신의 이미지를 잃고 만다.
2년여 전부터 반전을 외치며 출마를 선언했던 진보 성향의 조지 맥거번 상원의원은 4월 25일 매사추세츠 예비선거에서 승리하지만, 로버트 노바크 기자의 '사면, 낙태와 산' 프레임에 타격을 받고 만다.
조지 월리스 앨라배마 주지사는 소외된 유권자들을 파고들어 남부와 북부를 휩쓸며 돌풍을 일으키지만 5월 15일 총격에 의해 큰 부상을 입으며 사실상 퇴장한다.
예비선거 결과
- 휴버트 험프리 - 4,121,372 (25.77%)
- 조지 맥거번 - 4,053,451 (25.34%)
- 조지 월리스 - 3,755,424 (23.48%)
- 에드먼드 머스키 - 1,840,217 (11.51%)
- 유진 매카시 - 553,990 (3.46%)
- 헨리 잭슨 - 505,198 (3.16%)
- 셜리 키숌 - 430,703 (2.69%)
- 테리 샌포드 - 331,415 (2.07%)
- 존 린제이 - 196,406 (1.23%)
- 새뮤얼 요티 - 79,446 (0.5%)
- 윌버 밀스 - 37,401 (0.23%)
- 월터 폰트로이 - 21,217 (0.13%)
- 테드 케네디 - 16,693 (0.1%)
- 반스 하트케 - 11,798 (0.07%)
- 패스티 밍크 - 8,285 (0.05%)

#### 전당대회
| 이름            | 득표    | 비고        |
| --------------- | ------- | ----------- |
| 조지 맥거번     | 1864.95 | 대통령 후보 |
| 헨리 잭슨       | 525     |             |
| 조지 월리스     | 381.7   |             |
| 셜리 키숌       | 151.95  |             |
| 테리 샌포드     | 77.5    |             |
| 휴버트 험프리   | 66.7    |             |
| 윌버 밀스       | 33.8    |             |
| 에드먼드 머스키 | 24.3    |             |
| 테드 케네디     | 12.7    |             |
| 샘 요티         | 10      |             |
| 웨인 헤이스     | 5       |             |
| 존 린제이       | 5       |             |
| 프레드 해리스   | 2       |             |
| 유진 매카시     | 2       |             |
| 월터 몬데일     | 2       |             |
| 램지 클라크     | 1       |             |
| 월터 폰트로이   | 1       |             |
| 반스 하트케     | 1       |             |
| 해롤드 휴스     | 1       |             |
| 패스티 밍크     | 1       |             |
| 총투표수        | 3170    |             |

맥거번 의원이 설계한 새로운 경선시스템은 풀뿌리 조직과 반전단체들의 지원을 받는 맥거번 후보를 당선시키는 데 큰 영향을 끼쳤다. 그러나 이에 불만을 품은 다른 계파들은 본선에서 맥거번 후보를 지원하지 않기에 이른다.

### 공화당

#### 전당 대회
1972년, 공화당은 인기절정의 현직 대통령 리차드 닉슨을 대통령 후보로 지명한다.

### 기타정당
미국당은 존 슈미츠 하원의원을 대통령 후보로 선출했다.
자유당은 존 호스퍼스를, 사회주의노동자당은 린다 제니스를, 인민당은 벤자민 스폭을 대통령 후보로 각각 지명했다.

## 선거 과정
맥거번 측은 베트남 전쟁 종전과 최저소득보장을 내세워 선거운동을 펼쳤지만, 예비선거 과정에서의 모습들로 인해 대외정책이 너무 급진적이라는 인식으로 퍼져나간다. 그 틈을 타 공화당은 맥거번 후보를 급진좌익극단주의자로 몰아갔고, 닉슨은 선거기간 내내 큰 차이로 지지율에서 앞서나간다.

## 선거 결과

### 주별 선거 결과
| 주               | 선거 인단 | 리처드 닉슨 (공화당) | 리처드 닉슨 (공화당) | 리처드 닉슨 (공화당) | 조지 맥거번 (민주당) | 조지 맥거번 (민주당) | 조지 맥거번 (민주당) | 기타 후보 | 기타 후보 | 전체       |
| 주               | 선거 인단 | #                    | %                    | 획득                 | #                    | %                    | 획득                 | #         | %         | 전체       |
| ---------------- | --------- | -------------------- | -------------------- | -------------------- | -------------------- | -------------------- | -------------------- | --------- | --------- | ---------- |
| 네바다           | 3         | 115,750              | 63.68                | 3                    | 66,016               | 36.32                | -                    | -         | -         | 181,766    |
| 네브래스카       | 5         | 406,298              | 70.50                | 5                    | 169,991              | 29.50                | -                    | -         | -         | 576,289    |
| 노스다코타       | 3         | 174,109              | 62.07                | 3                    | 100,384              | 35.79                | -                    | 6,021     | 2.15      | 280,514    |
| 노스캐롤라이나   | 13        | 1,054,889            | 69.46                | 13                   | 438,705              | 28.89                | -                    | 25,018    | 1.65      | 1,518,612  |
| 뉴멕시코         | 4         | 235,606              | 61.00                | 4                    | 141,084              | 36.53                | -                    | 9,551     | 2.47      | 386,241    |
| 뉴욕             | 41        | 4,192,778            | 58.51                | 41                   | 2,951,084            | 41.18                | -                    | 22,057    | 0.31      | 7,165,919  |
| 뉴저지           | 17        | 1,845,502            | 61.57                | 17                   | 1,102,211            | 36.77                | -                    | 49,516    | 1.65      | 2,997,229  |
| 뉴햄프셔         | 4         | 213,724              | 63.98                | 4                    | 116,435              | 34.86                | -                    | 3,896     | 1.17      | 334,055    |
| 델라웨어         | 3         | 140,357              | 59.60                | 3                    | 92,283               | 39.18                | -                    | 2,876     | 1.22      | 235,516    |
| 로드아일랜드     | 4         | 220,383              | 53.00                | 4                    | 194,645              | 46.81                | -                    | 780       | 0.19      | 415,808    |
| 루이지애나       | 10        | 686,852              | 65.32                | 10                   | 298,142              | 28.35                | -                    | 66,497    | 6.32      | 1,051,491  |
| 매사추세츠       | 14        | 1,112,078            | 45.23                | -                    | 1,332,540            | 54.20                | 14                   | 14,138    | 0.58      | 2,458,756  |
| 메릴랜드         | 10        | 829,305              | 61.26                | 10                   | 505,781              | 37.36                | -                    | 18,726    | 1.38      | 1,353,812  |
| 메인             | 4         | 256,458              | 61.49                | 4                    | 160,584              | 38.51                | -                    | -         | -         | 417,042    |
| 몬태나           | 4         | 183,976              | 57.93                | 4                    | 120,197              | 37.85                | -                    | 13,430    | 4.23      | 317,603    |
| 미네소타         | 10        | 898,269              | 51.58                | 10                   | 802,346              | 46.07                | -                    | 41,037    | 2.36      | 1,741,652  |
| 미시간           | 21        | 1,961,721            | 56.21                | 21                   | 1,459,435            | 41.82                | -                    | 68,571    | 1.96      | 3,489,727  |
| 미시시피         | 7         | 505,125              | 78.20                | 7                    | 126,782              | 19.63                | -                    | 14,056    | 2.18      | 645,963    |
| 미주리           | 12        | 1,153,852            | 62.18                | 12                   | 697,147              | 37.57                | -                    | 4,804     | 0.26      | 1,855,803  |
| 버몬트           | 3         | 117,149              | 62.66                | 3                    | 68,174               | 36.47                | -                    | 1,624     | 0.87      | 186,947    |
| 버지니아         | 12        | 988,493              | 67.84                | 11                   | 438,887              | 30.12                | -                    | 29,639    | 2.03      | 1,457,019  |
| 사우스다코타     | 4         | 166,476              | 54.15                | 4                    | 139,945              | 45.52                | -                    | 994       | 0.32      | 307,415    |
| 사우스캐롤라이나 | 8         | 477,044              | 70.78                | 8                    | 186,824              | 27.72                | -                    | 10,092    | 1.50      | 673,960    |
| 아이다호         | 4         | 199,384              | 64.24                | 4                    | 80,826               | 26.04                | -                    | 30,169    | 9.69      | 310,379    |
| 아이오와         | 8         | 706,207              | 57.61                | 8                    | 496,206              | 40.48                | -                    | 23,531    | 1.92      | 1,225,944  |
| 아칸소           | 6         | 448,541              | 68.87                | 6                    | 199,892              | 30.69                | -                    | 2,887     | 0.44      | 651,320    |
| 알래스카         | 3         | 55,349               | 58.13                | 3                    | 32,967               | 34.62                | -                    | 6,903     | 7.25      | 95,219     |
| 애리조나         | 6         | 402,812              | 64.66                | 6                    | 198,540              | 31.87                | -                    | 21,574    | 3.46      | 622,926    |
| 앨라배마         | 9         | 728,701              | 72.43                | 9                    | 256,923              | 25.54                | -                    | 20,487    | 2.04      | 1,006,111  |
| 오리건           | 6         | 486,686              | 52.45                | 6                    | 392,760              | 42.33                | -                    | 48,500    | 5.23      | 927,946    |
| 오클라호마       | 8         | 759,025              | 73.70                | 8                    | 247,147              | 24.00                | -                    | 23,728    | 2.30      | 1,029,900  |
| 오하이오         | 25        | 2,441,827            | 59.63                | 25                   | 1,558,889            | 38.07                | -                    | 94,071    | 2.30      | 4,094,787  |
| 와이오밍         | 3         | 100,464              | 69.01                | 3                    | 44,358               | 30.47                | -                    | 748       | 0.51      | 145,570    |
| 워싱턴           | 9         | 837,135              | 56.92                | 9                    | 568,334              | 38.64                | -                    | 65,378    | 4.44      | 1,470,847  |
| 워싱턴 D.C.      | 3         | 35,226               | 21.56                | -                    | 127,627              | 78.10                | 3                    | 568       | 0.35      | 163,421    |
| 웨스트버지니아   | 6         | 484,964              | 63.61                | 6                    | 277,435              | 36.39                | -                    | -         | -         | 762,399    |
| 위스콘신         | 11        | 989,430              | 53.40                | 11                   | 810,174              | 43.72                | -                    | 53,286    | 2.88      | 1,852,890  |
| 유타             | 4         | 323,643              | 67.64                | 4                    | 126,284              | 26.39                | -                    | 28,549    | 5.97      | 478,476    |
| 인디애나         | 13        | 1,405,154            | 66.11                | 13                   | 708,568              | 33.34                | -                    | 11,807    | 0.56      | 2,125,529  |
| 일리노이         | 26        | 2,788,179            | 59.03                | 26                   | 1,913,472            | 40.51                | -                    | 21,585    | 0.46      | 4,723,236  |
| 조지아           | 12        | 881,496              | 75.04                | 12                   | 289,529              | 24.65                | -                    | 3,747     | 0.32      | 1,174,772  |
| 캔자스           | 7         | 619,812              | 67.66                | 7                    | 270,287              | 29.50                | -                    | 25,996    | 2.84      | 916,095    |
| 캘리포니아       | 45        | 4,602,096            | 55.00                | 45                   | 3,475,847            | 41.54                | -                    | 289,919   | 3.46      | 8,367,862  |
| 켄터키           | 9         | 676,446              | 63.37                | 9                    | 371,159              | 34.77                | -                    | 19,894    | 1.86      | 1,067,499  |
| 코네티컷         | 8         | 810,763              | 58.57                | 8                    | 555,498              | 40.13                | -                    | 18,016    | 1.30      | 1,384,277  |
| 콜로라도         | 7         | 597,189              | 62.61                | 7                    | 329,980              | 34.59                | -                    | 26,715    | 2.80      | 953,884    |
| 테네시           | 10        | 813,147              | 67.70                | 10                   | 357,293              | 29.75                | -                    | 30,742    | 2.56      | 1,201,182  |
| 텍사스           | 26        | 2,298,896            | 66.23                | 26                   | 1,154,289            | 33.25                | -                    | 18,096    | 0.52      | 3,471,281  |
| 펜실베이니아     | 27        | 2,714,521            | 59.11                | 27                   | 1,796,951            | 39.13                | -                    | 80,634    | 1.76      | 4,592,106  |
| 플로리다         | 17        | 1,857,759            | 71.91                | 17                   | 718,117              | 27.80                | -                    | 7,407     | 0.29      | 2,583,283  |
| 하와이           | 4         | 168,865              | 62.48                | 4                    | 101,409              | 37.52                | -                    | -         | -         | 270,274    |
| 전체             | 538       | 47,169,911           | 60.69                | 520                  | 29,170,383           | 37.53                | 17                   | 1,378,260 | 1.77      | 77,718.554 |

#### 주별 기록
두 후보 간 차이가 5~10%p인 주
1. 미네소타, 5.51%p
2. 로드아일랜드, 6.19%p
3. 사우스다코타, 8.63%p
4. 매사추세츠, 8.97%p
5. 위스콘신, 9.67%p

## 워터게이트 사건
그러나 3년 뒤, 이 선거 당시 닉슨 후보 측에서 맥거번 후보 측을 도청하려 했다는 사실이 밝혀지면서, 사상최초로 대통령이 사퇴하는 사태까지 벌어진다.

## 같이 보기
- 1972년 미국 하원의원 선거
- 1972년 미국 상원의원 선거